# Euthymios von Sardes

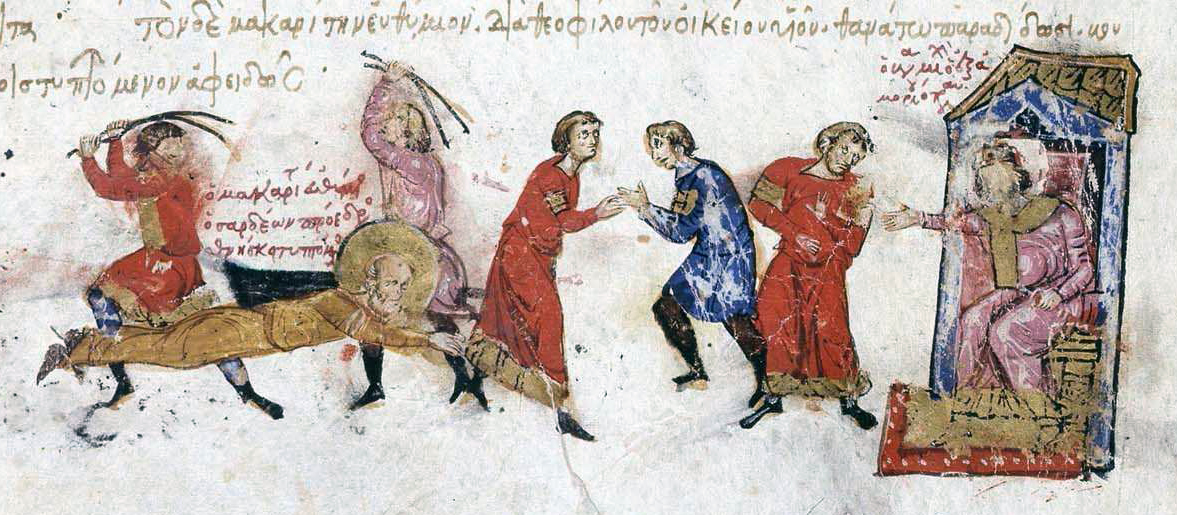
Miniaturdarstellung: Das Marthyrium des Euthymios von Sardes in der Madrider Bilderhandschrift des Skylitzes

Euthymios von Sardes (griechisch Εὐθύμιος Σάρδεων; * 751 oder 754 in Uzara; † 26. Dezember 831) war von ca. 785 bis 804 Metropolit von Sardes und ein führender Bilderverehrer in der Zeit des byzantinischen Bilderstreits. Er starb 831 den Märtyrertod und wird in der orthodoxen Kirche als Heiliger verehrt. Sein Gedenktag ist der 26. Dezember.

## Leben

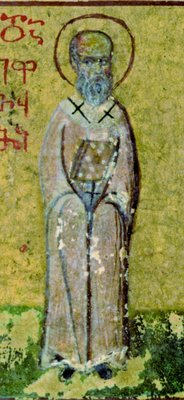
Euthymios in einer Darstellung aus dem späten 15. Jahrhundert.

Euthymios wurde 751 oder 754 in Ouzara geboren, das vielleicht in Lykaonien im Zentrum Kleinasiens lag. In jungen Jahren trat er einem Kloster bei und wurde irgendwann zwischen 784 und 787 von dem Konstantinopeler Patriarchen Tarasios zum Metropoliten von Sardes berufen. In dieser Eigenschaft nahm er 787 am Zweiten Konzil von Nicäa teil, wo er eine führende Rolle bei der Verurteilung des byzantinischen Bildersturmes einnahm. Euthymios hielt mehrere Reden und forderte die Wiedereinsetzung der Bischöfe Theodoros von Amorium und Basileos von Ankyra, verteidigte die Ikonenverehrung, wie sie von Tarasios und Papst Hadrian I. gefordert wurde, prangerte die Bilderstürmer an und forderte den Kirchenbann der Ikonoklasten und ihrer Unterstützer. Nach seiner Hagiographie soll er zwischen 787 und 790 an einer diplomatischen Reise an den Hof der Abbasiden in Bagdad teilgenommen haben, wo es ihm gelungen sein soll, eine Friedensregelung mit dem Kalifat zu erreichen. Eine solche Mission oder gar ein Friedensvertrag sind für diese Zeit allerdings nirgendwo belegt.
Unter dem byzantinischen Kaiser Nikephoros I. (Regentschaft 802–811) fiel Euthymios um 804 in Ungnade, wurde abgesetzt und auf die Insel Pantelleria vor Sizilien verbannt. Seiner Hagiographie zufolge soll die Feindseligkeit von Nikephoros darauf zurückzuführen sein, dass Euthymius eine Frau, die der Kaiser begehrt hatte, davon überzeugte, Nonne zu werden. Das eigentliche Motiv war wahrscheinlich aber Euthymios’ Unterstützung für den Aufstand des Generals Bardanes Turkos im Jahr 803. Dank einer Intervention des Patriarchen Tarasios durfte Euthymios bald zurückkehren, wurde allerdings nicht wieder in sein altes Amt berufen.
Als der Ikonoklasmus unter den byzantinischen Kaisern Leo V. (Regentschaft 813–820) und Michael II. (Regentschaft 820–829) erneut zur Staatsdoktrin erhoben wurde, setzte sich Euthymios erneut für die Verehrung von Ikonen ein und verurteilte den Ikonoklasmus und wurde dafür verhaftet. Er wurde ausgepeitscht und in das Exil nach Thasos geschickt, kehrte zurück, wurde allerdings 814 wieder verhaftet und erneut verbannt. Dabei wurde er vom späteren Patriarchen Johannes VII. Grammatikos besonders vehement verfolgt. Die Geschichte seines Todes findet sich bei den byzantinischen Geschichtsschreibern Ioseph Genesios, Johannes Skylitzes und Theophanes Continuatus. Demnach wurde Euthymios am 26. Dezember 824 auf Befehl von Michael II. zu Tode gepeitscht. Moderne Forschungen datieren den Tod allerdings auf den 26. Dezember 831 auf der Insel Hagios Andreas vor der bythnischen Küste südlich von Konstantinopel während der Regentschaft von Michaels Nachfolger Theophilos. Dort soll Euthymios von dem Patricius Kosmas so grausam gefoltert, verhört und geschlagen wurden sein, dass er acht Tage später an den Folgen der Misshandlung gestorben sei.
Euthymius’ Hagiographie schrieb der Konstantinopeler Patriarch Methodios I. Erhalten sind außerdem mehrere Briefe des byzantinischen Abts und Kirchenlehrers Theodor Studites und ein Lobesgedicht eines gewissen Mönches Metrophanes.
Euthymios’ Gebeine wurden in Konstantinopel verehrt, bis die Stadt 1453 an die Osmanen fiel. Seine sterblichen Überreste wurden auf die Halbinsel Krim gebracht. Heute ruhen die Gebeine in der 1936 geweihten Euthymios-Kirche in Piräus.